# جورج دبليو. جورج
جورج دبليو. جورج (بالإنجليزية: George W. George)‏ هو كاتب سيناريو ومنتج أفلام ومخرج أمريكي، ولد في 8 فبراير 1920 في مانهاتن في الولايات المتحدة، وتوفي في 7 نوفمبر 2007 بسبب مرض باركنسون.

## وصلات خارجية
- جورج دبليو. جورج على موقع IMDb (الإنجليزية)
- جورج دبليو. جورج على موقع ألو سيني (الفرنسية)
- جورج دبليو. جورج على موقع أول موفي (الإنجليزية)
- جورج دبليو. جورج على موقع قاعدة بيانات برودواي على الإنترنت (الإنجليزية)
- جورج دبليو. جورج على موقع قاعدة بيانات الأفلام السويدية (السويدية)
- جورج دبليو. جورج على موقع ديسكوغز (الإنجليزية)
- جورج دبليو. جورج على موقع قاعدة بيانات الفيلم (الإنجليزية)
- جورج دبليو. جورج على موقع كينوبويسك (الروسية)